# Witkowice (Basses-Carpates)
Pour les articles homonymes, voir Witkowice.
Witkowice est une localité polonaise de la gmina de Radomyśl nad Sanem, située dans le powiat de Stalowa Wola en voïvodie des Basses-Carpates.